# 芒特艾維 (紐約州)
芒特艾維（英語：Mount Ivy）是位於美國紐約州羅克蘭縣的普查規定居民點。

## 人口
根據2020年美國人口普查的數據，芒特艾維的面積為3.82平方千米，皆為陸地。當地共有人口7657人，而人口密度為每平方千米2,004.45人。